# アルカサル (セゴビア)
セゴビアのアルカサル（Alcázar de Segovia）はスペイン、カスティーリャ・イ・レオン州のセゴビアにあるアルカサル（Alcázarはスペイン語で「城」でアラビア語のal qasr（ar:القصرに由来）で、「セゴビア旧市街と水道橋」の一部としてユネスコの世界遺産（文化遺産）に登録されている。またここはディズニー映画『白雪姫』の白雪姫城のモデルとしても知られている。2012年、トリップアドバイザーの企画「バケットリスト」の「世界の名城25選」に選ばれた。
セゴビア城は、900年の歴史を持つ。イベリア半島をウマイア朝が支配していた時期にイスラム教徒が基礎を築いたが、レコンキスタ（スペイン語：Reconquista）によってキリスト教徒がイベリア半島を奪還したのち、彼らがスペイン随一の美しい城に仕上げた。

## 登録基準
この世界遺産は世界遺産登録基準のうち、以下の条件を満たし、登録された（以下の基準は世界遺産センター公表の登録基準からの翻訳、引用である）。
- (1) 人類の創造的才能を表現する傑作。
- (3) 現存するまたは消滅した文化的伝統または文明の、唯一のまたは少なくとも稀な証拠。
- (4) 人類の歴史上重要な時代を例証する建築様式、建築物群、技術の集積または景観の優れた例。

## ギャラリー

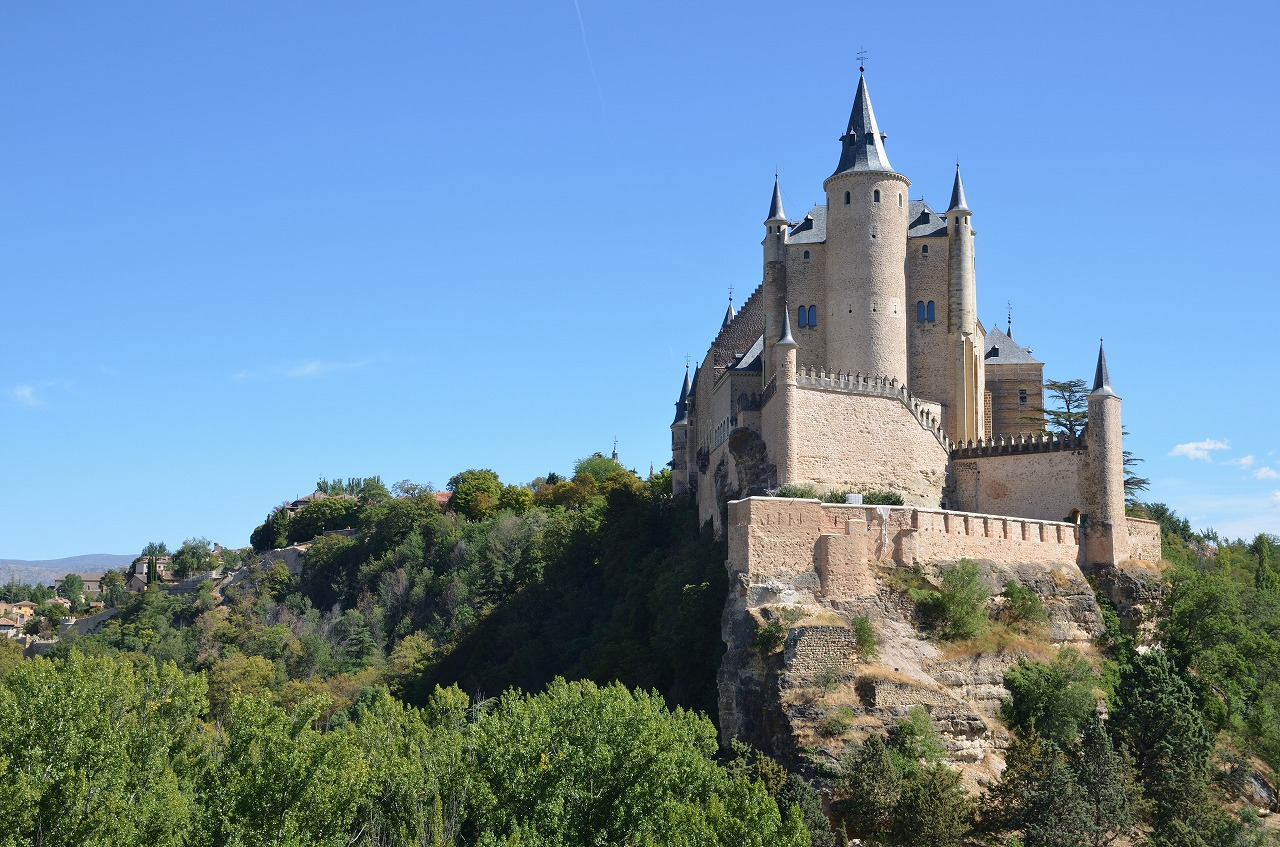
アルカサル
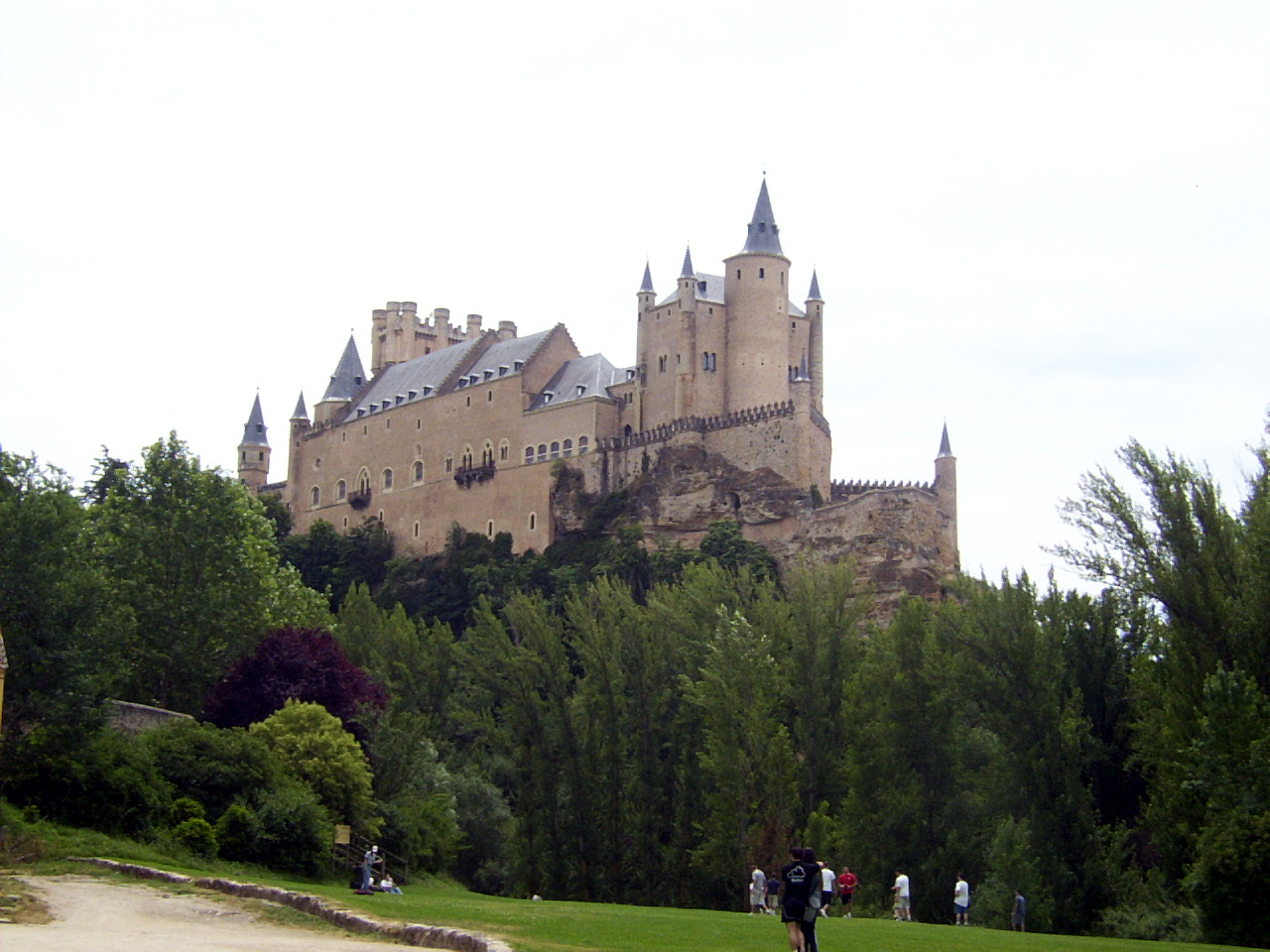
アルカサル
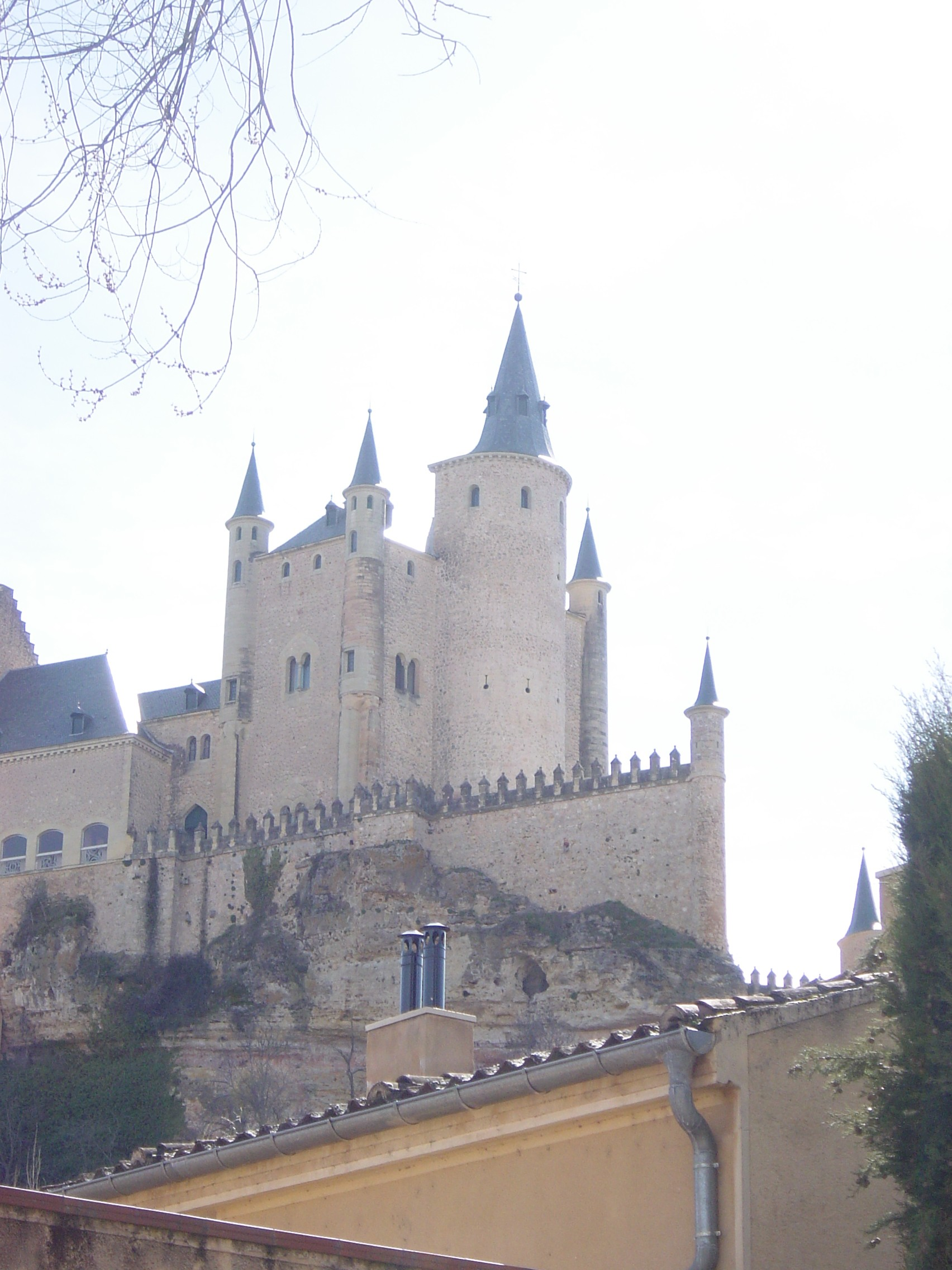
アルカサル
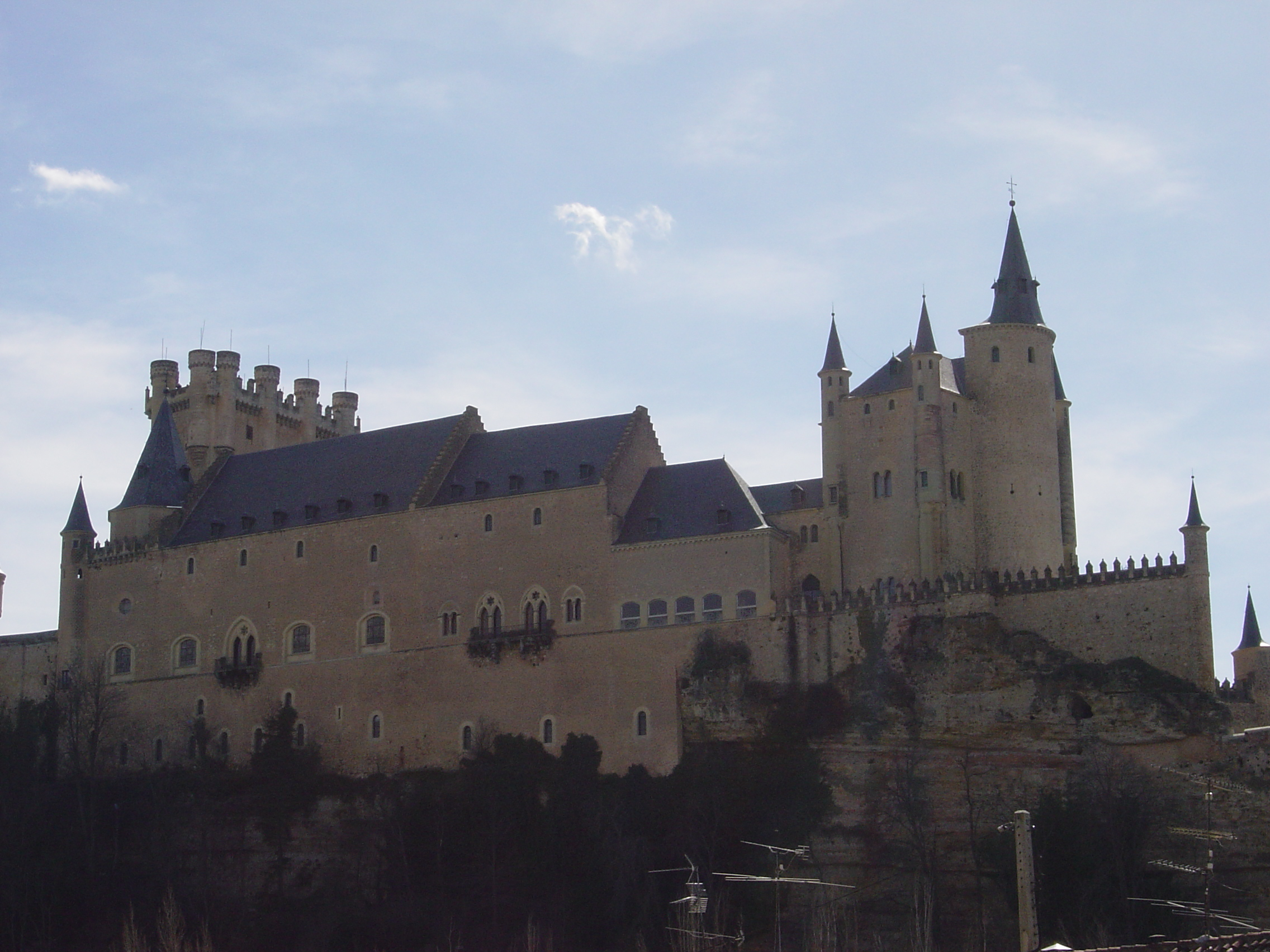
アルカサル
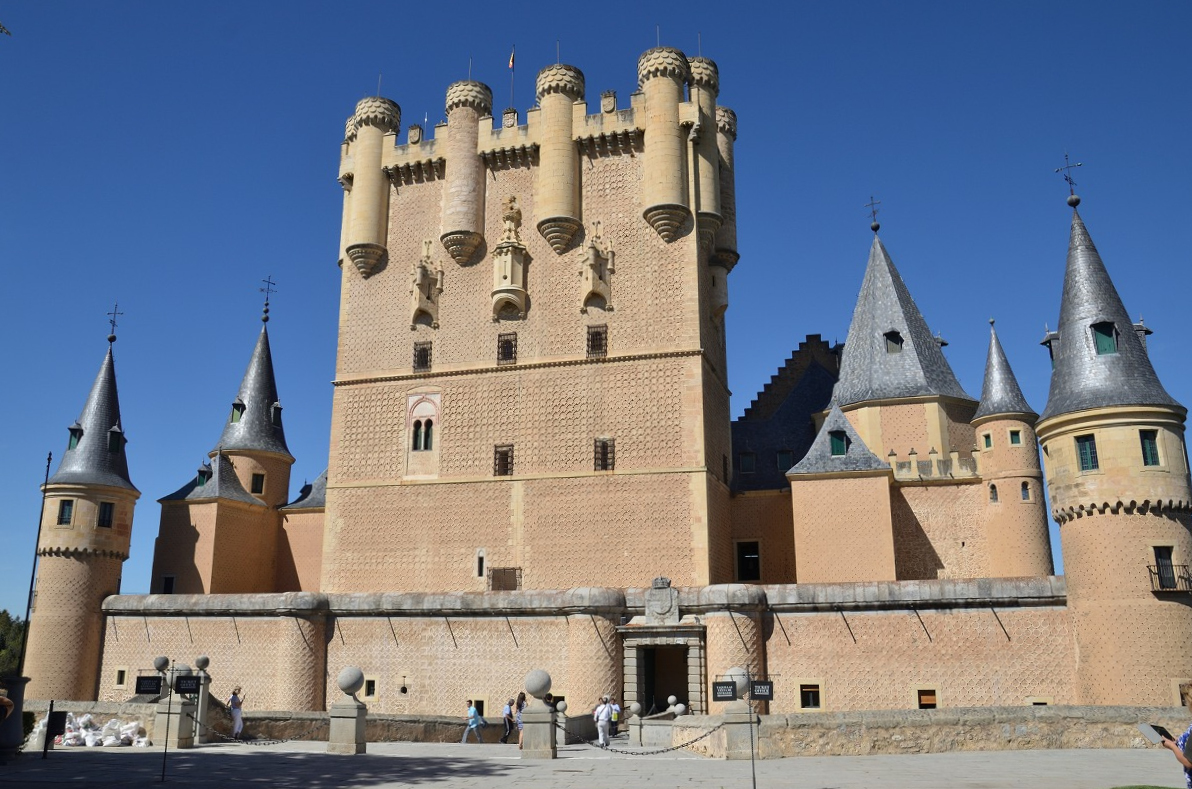
アルカサル入口
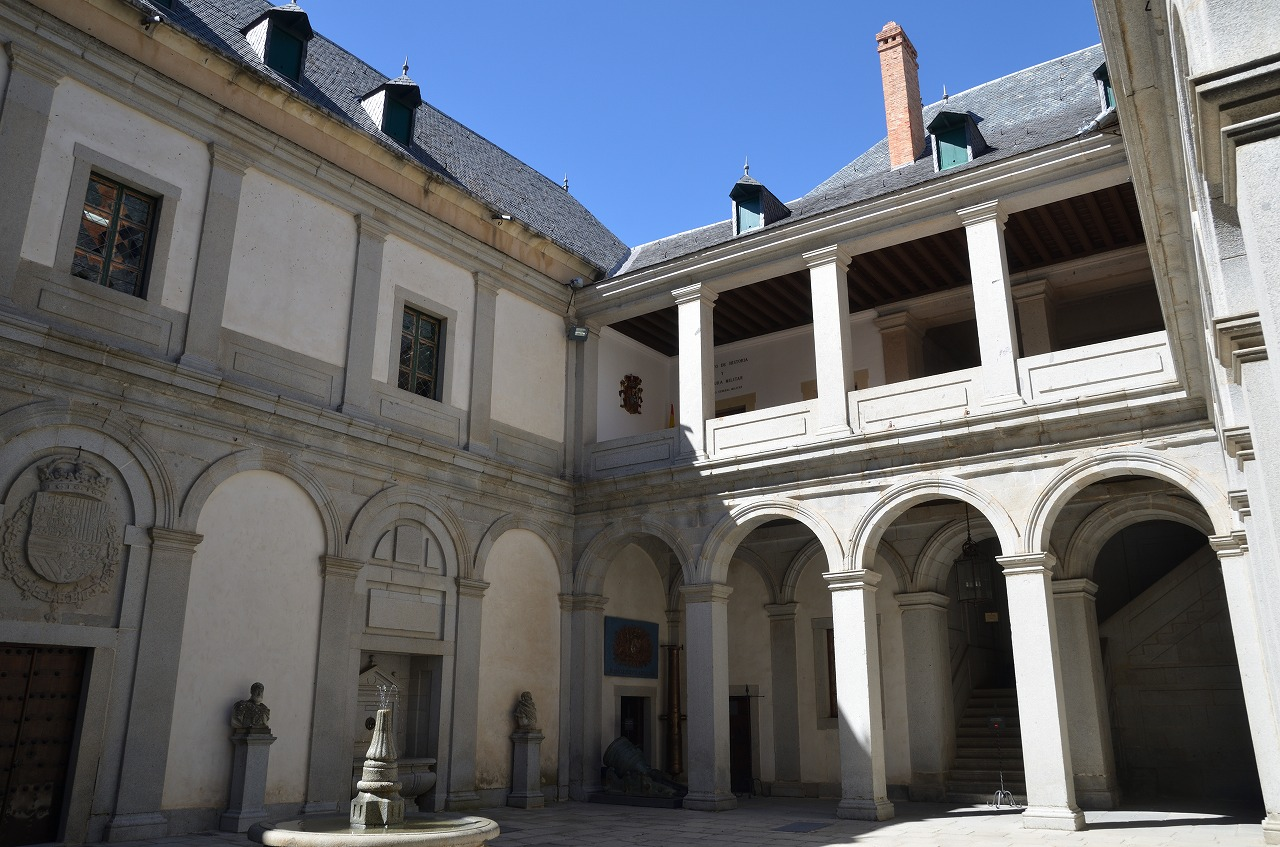
アルカサル内部